# Essigälchen
Das Essigälchen (Turbatrix aceti, Syn.: Anguillula aceti) ist ein freilebender, bakterienfressender Fadenwurm (Älchen), der eine Länge von bis zu 2 mm erreichen kann (Männchen 1 mm).

## Vorkommen
Das Essigälchen tritt vorzugsweise in zucker- bzw. alkoholhaltigen Medien auf, in denen Essigsäuregärung stattfindet, und ernährt sich von den Essigsäurebakterien. Bei der Verbreitung von Essigälchen auf gärendem Obst spielen Taufliegen eine wichtige Rolle. Bei der Essigherstellung wird der Essig durch Filtrierung und Pasteurisierung von den Älchen gereinigt.

## Merkmale
Die weißlich erscheinenden ausgewachsenen Tiere weisen ein zugespitztes Hinterende und ein abgerundetes Vorderende auf. Nach dem Schlupf werden vier Larvenstadien durchlaufen, von denen das dritte bei schlechten Umweltbedingungen zur Bildung einer widerstandsfähigen Dauerform in der Lage ist. Die Vermehrung erfolgt schnell, da im Jahr zahlreiche Generationen wachsen können.

## Nutzung
Da sich Essigälchen leicht züchten lassen, dienen sie auch als Frischfutter für Fischlarven in Aquarien. Wegen ihrer raschen Generationenfolge wurden sie außerdem als Versuchstiere für die genetische Forschung verwendet; heute ist hierzu der Fadenwurm Caenorhabditis elegans im Einsatz.